# سیلان هلند
سیلان هلند (ලන්දේසි ලංකාව)حکومتی بود که در سریلانکا امروزی توسط شرکت هند شرقی هلند تأسیس شد. اگرچه هلندی ها موفق به تصرف بیشتر مناطق ساحلی در سریلانکا شدند اما هرگز نتوانستند پادشاهی کندیان واقع در داخل جزیره را کنترل کنند.سیلان هلندی از سال ۱۶۴۰ تا ۱۷۹۶ وجود داشته است.در اوایل قرن هفدهم ، پادشاهی سریلانکا تا حدی تحت سلطه پرتغالی ها بود.در حالی که هلندی ها درگیر جنگ طولانی استقلال خود از سلطه اسپانیا بودند ، پادشاه سینهالی (پادشاه کندی) هلندی ها را برای کمک به شکست پرتغالی ها دعوت کرد. این امر زمینه استعمار هلند در سیلان را فراهم کرد.

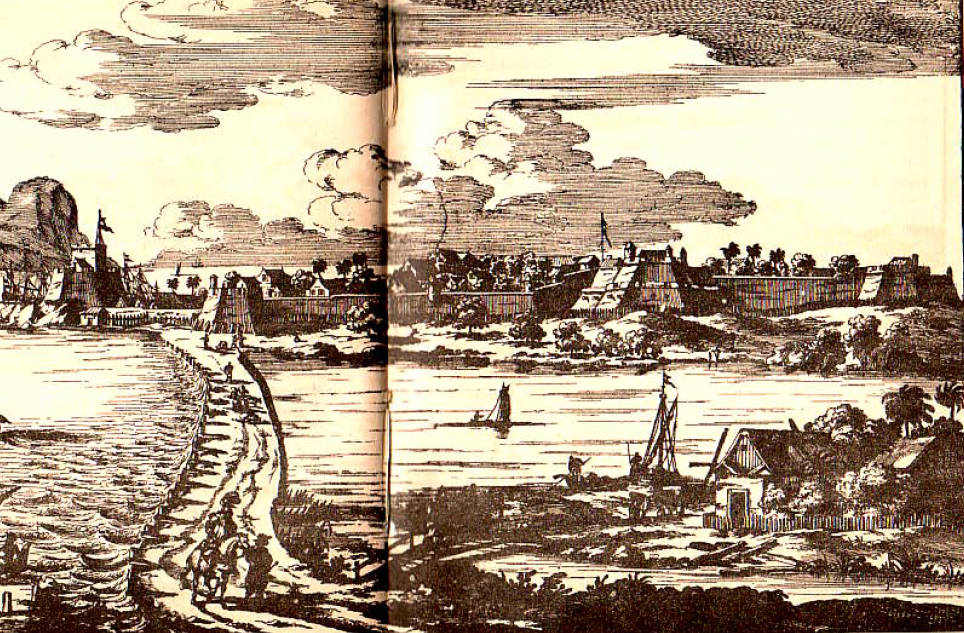
قلعه گاله
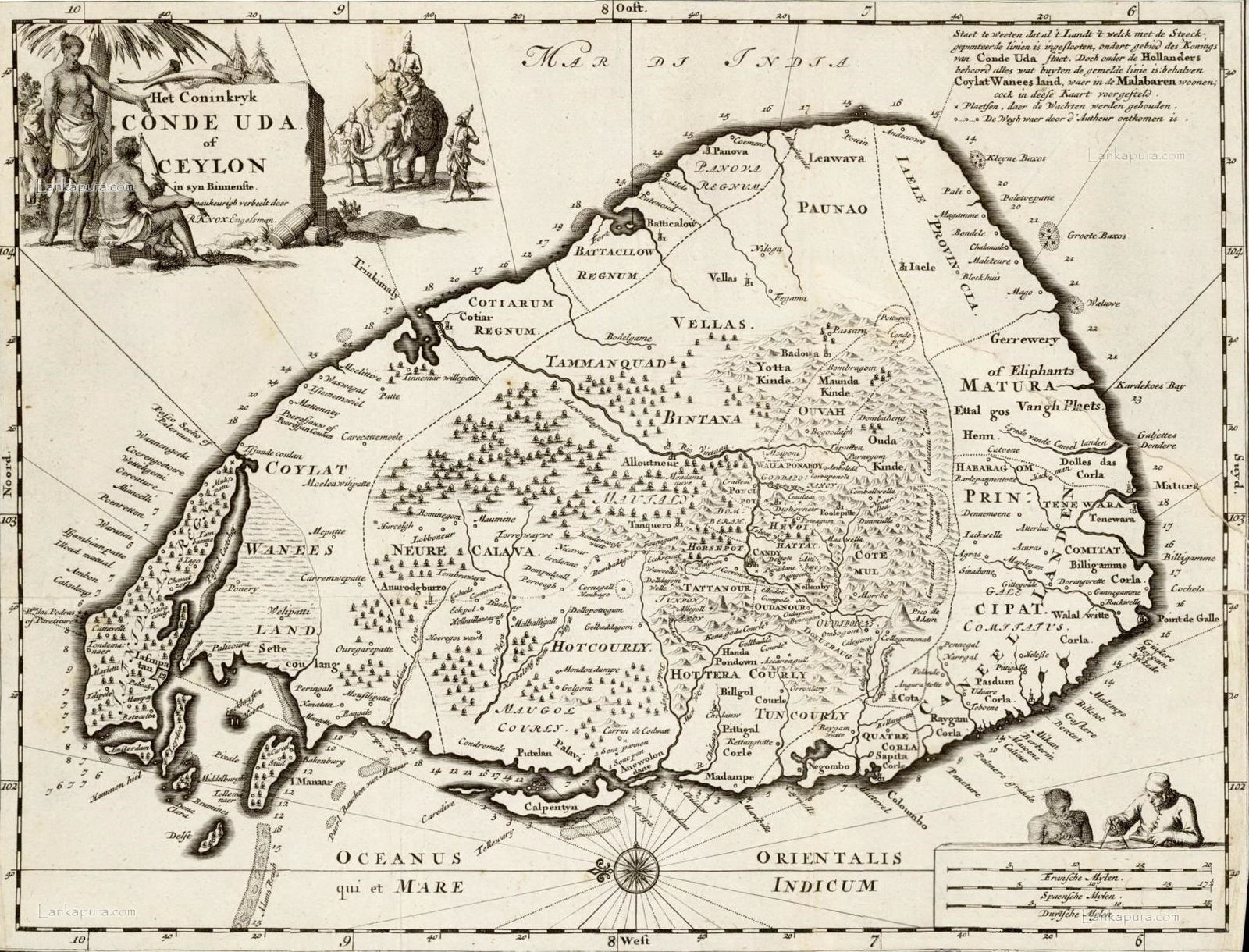
سیلان هلندی و پادشاهی کندی در ۱۶۸۱.
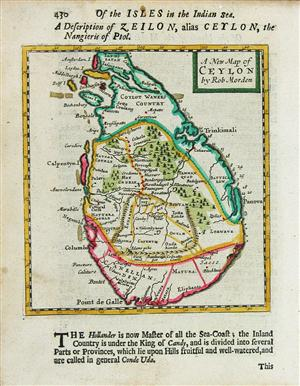
نقشه سیلان.

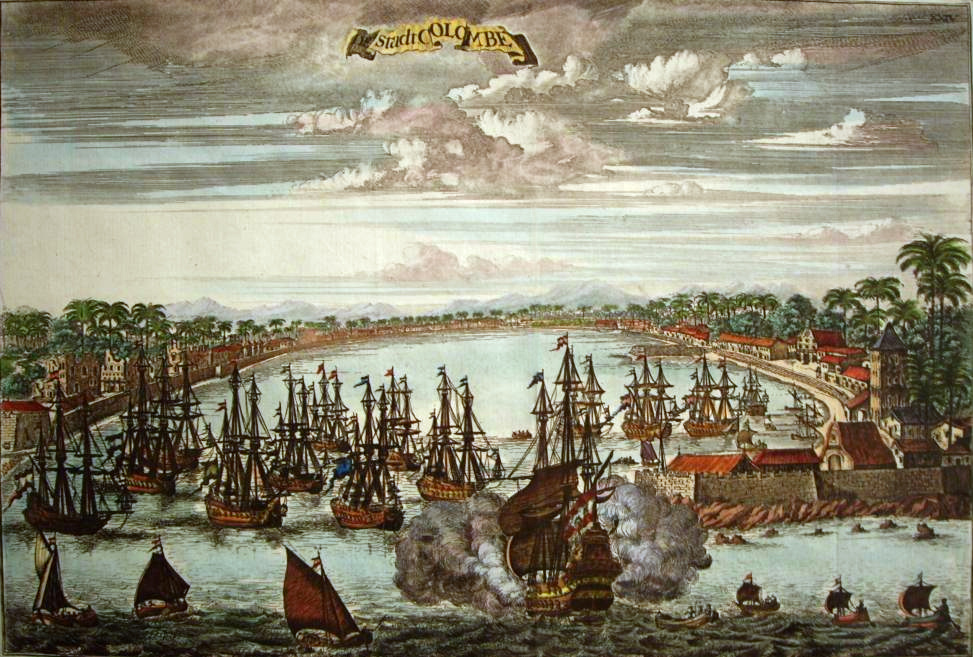
کلمبو ۱۶۸۰
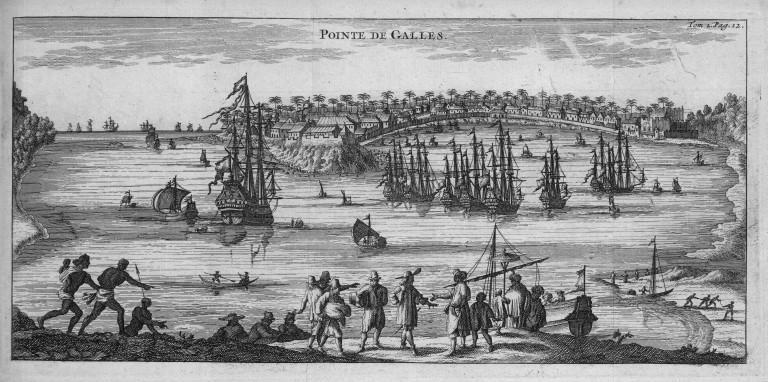
بندر گال در ۱۷۵۴.